# Хуан Гомес Гонсалес
Хуан Гомес Гонсалес (ісп. Juan Gómez González; 10 листопада 1954, Фуенхірола, Іспанія — 2 квітня 1992, Кальсада-де-Оропеса, Іспанія), відомий за прізвиськом Хуаніто (ісп. Juanito) — іспанський футболіст, що грав на позиції нападника. П'ятиразовий чемпіон Іспанії, дворазовий володар Кубка Іспанії з футболу, дворазовий володар Кубка УЄФА. По завершенні ігрової кар'єри — тренер.

## Клубна кар'єра
Народився 10 листопада 1954 року в місті Фуенхірола. Вихованець юнацьких команд футбольних клубів «Фуенхірола» та «Атлетіко».
Першою професійною командою став «Атлетіко», з яким підписав контракт 1972 року. За «матрасників» так і не зіграв жодного матчу, відправившись 1973 року в оренду до клубу «Бургос». Після річного перебування у складі команди став повноцінним гравцем «Бургоса», підписавши з ними контракт.
Своєю грою за останню команду привернув увагу представників тренерського штабу клубу «Реал Мадрид», до складу якого приєднався 1977 року. Його партнерами по команді були такі зірки іспанського футболу, як Карлос Алонсо Гонсалес, Вісенте дель Боске та Хосе Антоніо Камачо. Відіграв за королівський клуб наступні десять сезонів своєї ігрової кар'єри. Більшість часу, проведеного у складі мадридського «Реала», був основним гравцем атакувальної ланки команди. За цей час п'ять разів виборював титул чемпіона Іспанії та двічі ставав володарем Кубка УЄФА.
Завершив професійну ігрову кар'єру у клубі «Малага», за команду якого виступав протягом 1987—1989 років. Проте 1991 року зіграв ще кілька матчів на аматорському рівні за свою рідно команду «Фуенхірола».

## Виступи за збірну
1976 року дебютував у складі національної збірної Іспанії у матчі проти Югославії. Протягом кар'єри у національній команді, яка тривала 7 років, провів у формі головної команди країни 34 матчі, забивши 8 голів.
У складі збірної був учасником чемпіонату світу 1978 року в Аргентині, чемпіонату Європи 1980 року в Італії та чемпіонату світу 1982 року в Іспанії.

## Кар'єра тренера
Розпочав тренерську кар'єру невдовзі по завершенні кар'єри гравця, 1991 року, очоливши тренерський штаб клубу «Мерида».
Загинув у дорожньо-транспортній пригоді 2 квітня 1992 року на 38-му році життя у місті Кальсада-де-Оропеса.

## Темперамент і вшавнування пам'яті
За час виступів за «Реал Мадрид» став улюбленцем вболівальників за безкопромісність на футбольному полі та вольові якості, завдяки яким Хуаніто нерідко змінював хід матчів на користь своєї команди. Неодноразово мав проблеми через нестриманість та хуліганські вчинки під час матчів.
Після передчасної смерті Хуаніто ультрас «Реала» започаткували традицію на сьомій хвилині кожної домашньої гри вшановувати пам'ять колишнього гравця команди скандуванням Illa illa illa, Juanito maravilla.

## Статистика виступів

### Статистика клубних виступів
| Сезон                | Команда              | Чемпіонат            | Чемпіонат | Чемпіонат | Кубок | Кубок | Кубок | Єврокубки | Єврокубки | Єврокубки | Інші змагання | Інші змагання | Інші змагання | Усього | Усього |
| Сезон                | Команда              | Ліга                 | Ігор      | Голів     | Ліга  | Ігор  | Голів | Ліга      | Ігор      | Голів     | Ліга          | Ігор          | Голів         | Ігор   | Голів  |
| -------------------- | -------------------- | -------------------- | --------- | --------- | ----- | ----- | ----- | --------- | --------- | --------- | ------------- | ------------- | ------------- | ------ | ------ |
| 1972–73              | «Атлетіко»           | ПД                   | -         | -         | КІ    | -     | -     | -         | -         | -         | -             | -             | -             | -      | -      |
| 1973–74              | «Бургос»             | СД                   | 26        | 3         | КІ    | -     | -     | -         | -         | -         | -             | -             | -             | 26     | 3      |
| 1974–75              | «Бургос»             | СД                   | 18        | 7         | КІ    | -     | -     | -         | -         | -         | -             | -             | -             | 18     | 7      |
| 1975–76              | «Бургос»             | СД                   | 28        | 5         | КІ    | -     | -     | -         | -         | -         | -             | -             | -             | 28     | 5      |
| 1976–77              | «Бургос»             | ПД                   | 32        | 9         | КІ    | -     | -     | -         | -         | -         | -             | -             | -             | 32     | 9      |
| Усього «Бургос»      | Усього «Бургос»      | Усього «Бургос»      | 104       | 24        |       | -     | -     |           | -         | -         |               | -             | -             | 104    | 24     |
| 1977–78              | «Реал Мадрид»        | ПД                   | 32        | 10        | КІ    | 4     | 3     | -         | -         | -         | -             | -             | -             | 36     | 13     |
| 1978–79              | «Реал Мадрид»        | ПД                   | 29        | 6         | КІ    | 7     | 0     | КЧ        | 4         | 4         | -             | -             | -             | 40     | 10     |
| 1979–80              | «Реал Мадрид»        | ПД                   | 31        | 10        | КІ    | 6     | 4     | КЧ        | 4         | 1         | -             | -             | -             | 41     | 15     |
| 1980–81              | «Реал Мадрид»        | ПД                   | 33        | 19        | КІ    | 4     | 2     | КЧ        | 9         | 3         | -             | -             | -             | 46     | 24     |
| 1981–82              | «Реал Мадрид»        | ПД                   | 30        | 9         | КІ    | 7     | 2     | КУЄФА     | 6         | 1         | -             | -             | -             | 43     | 12     |
| 1982–83              | «Реал Мадрид»        | ПД                   | 28        | 9         | КІ    | 7     | 1     | КВК       | 9         | 4         | КЛ+СІ         | 4+1           | 3+0           | 49     | 17     |
| 1983–84              | «Реал Мадрид»        | ПД                   | 31        | 17        | КІ    | 7     | 3     | КУЄФА     | 2         | 1         | -             | -             | -             | 40     | 21     |
| 1984–85              | «Реал Мадрид»        | ПД                   | 17        | 0         | КІ    | 1     | 0     | КУЄФА     | 7         | 3         | КЛ            | 5             | 1             | 30     | 4      |
| 1985–86              | «Реал Мадрид»        | ПД                   | 28        | 4         | КІ    | 4     | 0     | КУЄФА     | 9         | 0         | КЛ            | 2             | 0             | 43     | 4      |
| 1986–87              | «Реал Мадрид»        | ПД                   | 25        | 1         | КІ    | 3     | 0     | КЧ        | 5         | 0         | -             | -             | -             | 33     | 1      |
| Усього «Реал Мадрид» | Усього «Реал Мадрид» | Усього «Реал Мадрид» | 284       | 85        |       | 50    | 15    |           | 55        | 17        |               | 12            | 4             | 401    | 121    |
| 1987–88              | «Малага»             | СД                   | 37        | 10        | -     | -     | -     | -         | -         | -         | -             | -             | -             | 37     | 10     |
| 1988–89              | «Малага»             | ПД                   | 34        | 5         | -     | -     | -     | -         | -         | -         | -             | -             | -             | 34     | 5      |
| Усього «Малага»      | Усього «Малага»      | Усього «Малага»      | 71        | 15        |       | -     | -     |           | -         | -         |               | -             | -             | 71     | 15     |
| Усього               | Усього               | Усього               | 459       | 124       |       | 50    | 15    |           | 55        | 17        |               | 12            | 4             | 576    | 160    |

## Титули і досягнення
- Чемпіон Іспанії (5):

«Реал Мадрид»: 1977-78, 1978-79, 1979-80, 1985-86, 1986-87
- Володар Кубка Іспанії (2):

«Реал Мадрид»: 1979-80, 1981-82
- Володар Кубка УЄФА (2):

«Реал Мадрид»: 1984-85, 1985-86
- Володар Кубка іспанської ліги (1):

«Реал Мадрид»:  1985